# Pablo Giménez
Pablo Júnior Giménez, né le 29 juin 1981, est un footballeur international paraguayen qui évoluait au poste d'attaquant.

## Biographie

### En club
Pablo Giménez joue avec les clubs paraguayens du Club Guaraní, du Cerro Porteño, du Club Olimpia et du Club Sportivo Luqueño.
Il joue également au Brésil avec l'Atlético Mineiro, en Argentine avec le Quilmes AC, au Mexique avec le Querétaro FC, et enfin en Colombie avec le Deportes Tolima.
Au cours de sa carrière, il dispute un total de 19 matchs en Copa Libertadores.

### En équipe nationale
Pablo Giménez fait partie de l'équipe du Paraguay qui, en 2004, atteint la finale des Jeux olympiques organisés en Grèce. Le Paraguay perd cependant la finale contre l'Argentine. Pablo Giménez joue 5 matchs lors du tournoi olympique, inscrivant un but.
Il reçoit deux sélections en équipe du Paraguay : la première en 2001 et la seconde en 2003.
Le 14 novembre 2001, Pablo Giménez dispute un match face à la Colombie, comptant pour les éliminatoires du mondial 2002.